# Louis Le Chatelier
Louis Le Chatelier (20 tháng 2 năm 1815 - 10 tháng 11 năm 1873) là một nhà hóa học và nhà công nghiệp người Pháp.

## Tiểu sử
Ông là con trai của Louis Pierre Le Chatelier và Anne Madelaine Julie Graffin.
Ông học tại trường Bách khoa Paris từ năm 1834 đến 1836 và trở thành một kỹ sư khai thác mỏ và sau đó là tổng thanh tra mỏ. Ông phát minh ra các phương pháp phát hiện của khí mỏ than và một loại đèn có ghi tên của ông. Ông cũng phát minh ra phanh hơi trên đầu máy xe lửa. Ông đã tham gia vào cuộc cãi vả chống lại "hằng số Avogadro".
Ông kết hôn năm 1919 con gái của Aimé Bouchayer là Madeleine.
Louis Le Chatelier đóng một vai trò lớn trong ngành công nghiệp của Pháp. Ông đã góp phần vào việc phát triển một quy trình khai thác nhôm oxit từ bô xít, giới thiệu các quy trình của Martin-Siemens trong ngành công nghiệp sắt thép và sự phát triển của vận tải đường sắt. Bạn bè và cộng tác viên của Eugène Flachat, ông là một trong những người sáng tạo ra đường sắt của Pháp. Ông cũng đã nghiên cứu về vệ sinh đô thị và xử lý nước thải.
Ông là kỹ sư tư vấn nội thất cho anh em nhà Pereire năm 1855.
Các con trai của ông là nhà hóa học Henri Louis le Chatelier, nhà thám hiểm Alfred Le Chatelier, kỹ sư và nhà công nghiệp Louis Le Chatelier (1853-1928).
Ông là 1 trong 72 người được ghi tên trên tháp Eiffel.